# Listă de filme despre Primul Război Mondial
Aceasta este o listă de filme despre Primul Război Mondial:

### Vezi și

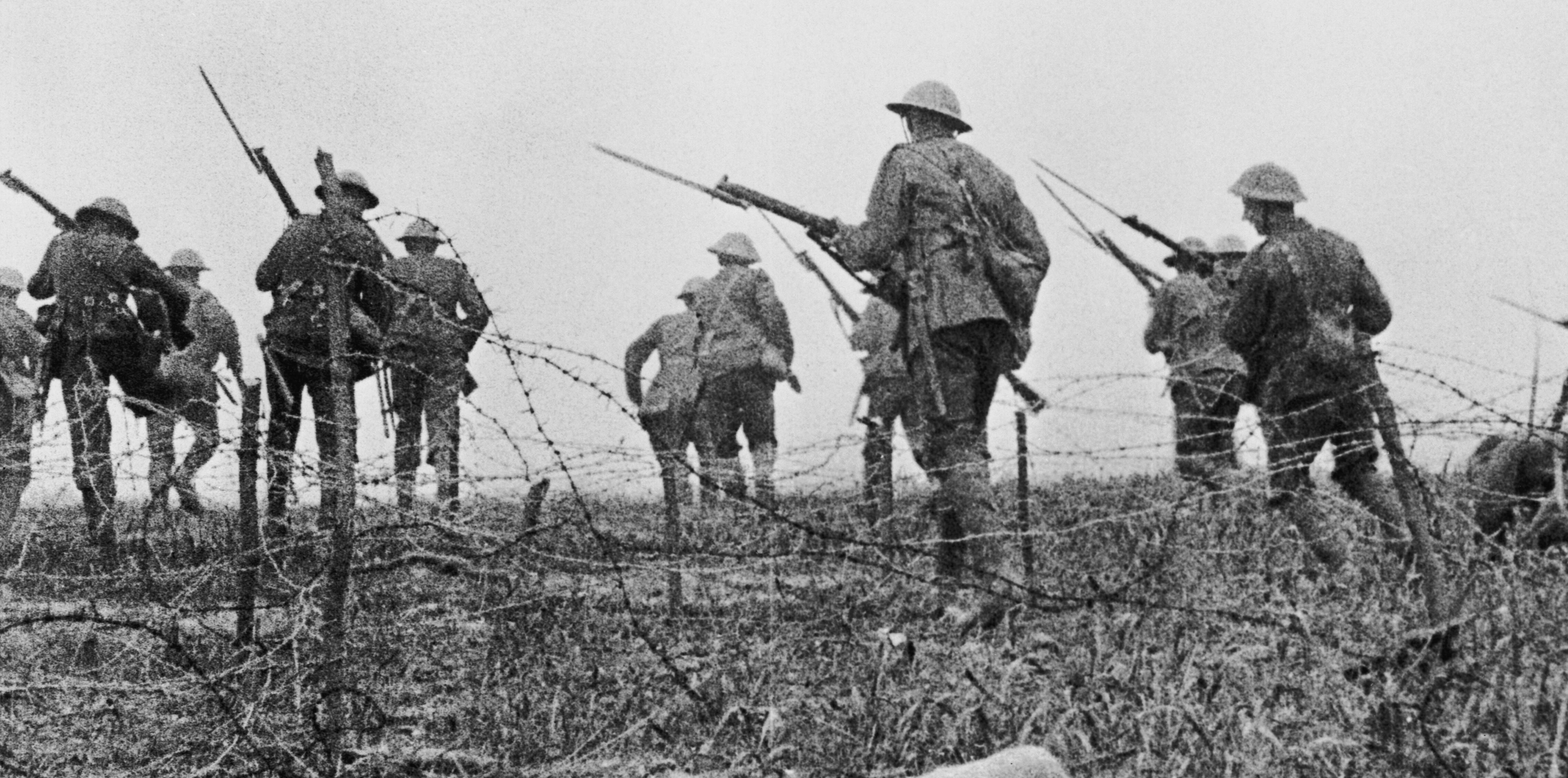
The Battle of the Somme

## Filme artistice
| An   | Țara                                     | Nume | Regizor                                          | Actori | Note / Ref. |
| ---- | ---------------------------------------- | --- | ------------------------------------------------ | --- | --- |
| 2019 | Regatul Unit, Statele Unite ale Americii | 1917: Speranță și moarte                                                                                       | Sam Mendes                                       | George MacKay, Dean-Charles Chapman, Mark Strong, Andrew Scott | Operațiunea Alberich |
| 2013 | Australia                                | An Accidental Soldier                                                                                          | Rachel Ward                                      | Marie Bunel, Dan Spielman, Julia Zemiro | Frontul de vest |
| 1976 | Regatul Unit                             | Aces High | Jack Gold                                        | Malcolm McDowell, Christopher Plummer și Simon Ward | |
| 1932 | Statele Unite ale Americii               | Adio, arme! (A Farewell to Arms)                                                                               | Frank Borzage; asistent de regie, Jean Negulesco | Helen Hayes, Gary Cooper, Adolphe Menjou, Mary Philips, Jack La Rue, Blanche Friderici, Mary Forbes, Gilbert Emery | Film realizat după romanul lui Ernest Hemingway, A Farewell to Arms (1929) (Adio, arme!) |
| 2008 | Rusia                                    | Amiralul (Адмиралъ)                                                                                            | Andrei Kravciuk                                  | Konstantin Habenski, Elisaveta Boiarskaia, Serghei Bezrukov, Anna Kovalciuk | Filmul se referă la amiralul rus Aleksandr Kolceak, unul din conducătorii Mișcării Albe Anticomuniste, în timpul Războiului Civil Rus.                                                                                                |
| 1930 | Statele Unite ale Americii               | Nimic nou pe frontul de vest (All Quiet on the Western Front)                                                  | Lewis Milestone                                  | Louis Wolheim, Lew Ayres, John Wray, Arnold Lucy, Ben Alexander | Film bazat pe romanul cu același titlu de Erich Maria Remarque (1929); romanul a apărut în limba română cu titlul: „Nimic nou pe frontul de vest”. Premiul Oscar pentru cel mai bun film (1930)                                       |
| 2022 | Germania                                 | Nimic nou pe frontul de vest (Im Westen nichts Neues)                                                          | Edward Berger                                    | Felix Kammerer, Albrecht Schuch, Daniel Brühl | ultimele zile ale Primului Război Mondial |
| 1979 | Statele Unite ale Americii               | All Quiet on the Western Front, film TV                                                                        | Delbert Mann                                     | Richard Thomas, Ernest Borgnine, Donald Pleasence, Ian Holm | A doua ecranizare a romanului eponim al lui Erich Maria Remarque (1929), apărut în limba română sub titlul „Nimic nou pe frontul de vest”.                                                                                            |
| 2008 | Germania                                 | Baronul roșu (The Red Baron)                                                                                   | Nikolai Müllerschön                              | Matthias Schweighöfer, Lena Headey, Til Schweiger, Joseph Fiennes, Volker Bruch, Maxim Mehmet, Steffen Schroeder, Hanno Koffler | |
| 2010 | Australia                                | Beneath Hill 60                                                                                                | Jeremy Sims                                      | David Roach, Brendan Cowell, Gyton Grantley, Aden Young, Bella Heathcote, Jacqueline McKenzie, Anthony Hayes, Steve Le Marquand | |
| 1925 | Statele Unite ale Americii               | The Big Parade                                                                                                 | King Vidor                                       | John Gilbert, Renée Adorée, Hobart Bosworth, Claire McDowell, Claire Adams | |
| 1989 | Regatul Unit                             | Blackadder Goes Forth programme TV                                                                             |                                                  | Rowan Atkinson, Tony Robinson, Hugh Laurie, Stephen Fry, Tim McInnerny | Blackadder, film de comedie |
| 1966 | Regatul Unit                             | The Blue Max                                                                                                   | John Guillermin                                  | George Peppard, James Mason, Ursula Andress | Film bazat pe romanul eponim al lui Jack D. Hunter |
| 2011 | Statele Unite ale Americii               | Calul de luptă (War Horse)                                                                                     | Steven Spielberg                                 | Jeremy Irvine, Emily Watson, Peter Mulan, David Thewlis, Benedict Cumberbatch | Adaptare a romanului War Horse de Michael Morpurgo |
| 1981 | România                                  | Capcana mercenarilor                                                                                           | Sergiu Nicolaescu                                | Gheorghe Cozorici, Sergiu Nicolaescu, Mircea Albulescu, Ion Besoiu, Amza Pellea, Jean Constantin | Iarna anului 1918 în Transilvania |
| 1996 | Franța                                   | Căpitanul Conan (Capitaine Conan)                                                                              | Bertrand Tavernier                               | Philippe Torreton, Samuel Le Bihan, Bernard Le Coq, Catherine Rich, François Berléand, Claude Rich, Cécile Vassort, André Falcon, Claude Brosset, François Levantal | Adaptare cinematografică a romanului omonim de Roger Vercel. |
| 1957 | Statele Unite ale Americii               | Cărările gloriei (Paths of Glory)                                                                              | Stanley Kubrick                                  | Kirk Douglas, Ralph Meeker, Adolphe Menjou, George Macready | Film bazat romanul eponim, din 1935, de Humphrey Cobb |
| 1928 | Canada                                   | Carry on, Sergeant!                                                                                            | Bruce Bairnsfather                               | | |
| 1975 | România                                  | Prin cenușa imperiului                                                                                         | Andrei Blaier                                    | Gheorghe Dinică, Gabriel Oseciuc, Cornel Coman, Elena Albu, Ernest Maftei, Irina Petrescu, Ștefan Sileanu | Filmul este o ecranizare a romanului lui Zaharia Stancu, Jocul cu moartea. |
| 1992 | Noua Zeelandă                            | Chunuk Bair | Maurice Shadbolt                                 | Robert Powell, Kevin J. Wilson, John Leigh, Murray Keane, Danny Mulheron, Richard Hanna, Lewis Rowe | |
| 1985 | Germania Austria Ungaria                 | Colonel Redl (Oberst Redl)                                                                                     | István Szabó                                     | Klaus Maria Brandauer, Armin Müller-Stahl, Gudrun Landgrebe, Hans-Christian Blech, Jan Niklas | |
| 2004 | Statele Unite ale Americii               | Company K | Robert Clem                                      | Ari Fliakos, Terry Serpico, Steve Cuiffo | |
| 1931 | Franța                                   | Crucile de lemn (Les Croix de Bois)                                                                            | Raymond Bernard                                  | Pierre Blanchar, Gabriel Gabrio, Charles Vanel, Raymond Aimos, Antonin Artaud, Paul Azaïs, René Bergeron, Raymond Cordy, Marcel Delaître, Jean Galland, Pierre Labry | Film bazat pe romanul omonim de Roland Dorgelès |
| 1928 | Regatul Unit                             | Dawn | Herbert Wilcox                                   | Sybil Thorndike, Gordon Craig, Marie Ault | |
| 1930 | Statele Unite ale Americii               | The Dawn Patrol                                                                                                | Howard Hawks                                     | Richard Barthelmess, Douglas Fairbanks Jr. | |
| 1938 | Statele Unite ale Americii               | The Dawn Patrol                                                                                                | Edmund Goulding                                  | Errol Flynn, Basil Rathbone, David Niven | |
| 2002 | Germania Regatul Unit                    | Deathwatch | Michael J. Bassett                               | Jamie Bell, Laurence Fox, Kris Marshall, Andy Serkis, Hugo Speer, Hugh O'Conor | film de groază |
| 1956 | Cehoslovacia                             | Dobrý voják Švejk (film, 1956) (Bravul soldat Švejk)                                                           | Karel Steklý                                     | Rudolf Hrušínský | Ecranizare a romanului satiric antimilitarist Osudy dobrého vojáka Švejka za světové války (1921–1923) (în română: Peripețiile bravului soldat Svejk în timpul Războiului Mondial), al scriitorului ceh Jaroslav Hašek                |
| 1965 | Statele Unite ale Americii               | Doctor Jivago (Doctor Zhivago)                                                                                 | David Lean                                       | Omar Sharif, Julie Christie, Geraldine Chaplin | Ecranizare a romanului Doctor Jivago de Boris Pasternak |
| 2002 | Regatul Unit                             | Doctor Jivago (Doctor Zhivago)                                                                                 | Giacomo Campiotti                                | Hans Matheson, Keira Knightley, Sam Neill, Alexandra Maria Lara, Bill Paterson, Celia Imrie, Anne-Marie Duff, Maryam d'Abo, Hugh Bonneville, Gregg Sulkin | Miniserial de televiziune, ecranizare a romanului Doctor Jivago de Boris Pasternak |
| 1958 | Uniunea Sovietică                        | Donul liniștit                                                                                                 | Serghei Gherasimov                               | Vasili Șukșin și Igor Dmitriev | Despre soarta cazacilor de pe Don la începutul secolului al XX-lea: în timpul Primului Război Mondial, al Revoluției Ruse din 1917 și al Războiului Civil Rus (1917-1922)                                                             |
| 1978 | România                                  | Ecaterina Teodoroiu (film din 1978)                                                                            | Dinu Cocea                                       | Stela Furcovici, Ion Lupu | |
| 2008 | Regatul Unit                             | Einstein and Eddington                                                                                         | Philip Martin                                    | David Tennant, Andy Serkis, Jim Broadbent, Donald Sumpter, Rebecca Hall, Patrick Kennedy | |
| 2006 | Statele Unite ale Americii               | Flyboys | Tony Bill                                        | James Franco, Martin Henderson, Jean Reno, Jennifer Decker, David Ellison, Abdul Salis, Philip Winchester, Tyler Labine | |
| 2013 | Australia                                | Forbidden Ground                                                                                               | Johan Earl, Adrian Powers                        | | |
| 1921 | Statele Unite ale Americii               | The Four Horsemen of the Apocalypse                                                                            | Rex Ingram                                       | Rudolph Valentino, Pomeroy Cannon, Josef Swickard, Wallace Beery, Alice Terry | film mut |
| 1928 | Statele Unite ale Americii               | Four Sons | John Ford                                        | Margaret Mann, James Hall și Charles Morton | după o povestire de I. A. R. Wylie |
| 1981 | Australia                                | Gallipoli | Peter Weir                                       | Mel Gibson, Mark Lee, Bill Kerr | |
| 1937 | Franța                                   | La Grande Illusion                                                                                             | Jean Renoir                                      | Jean Gabin, Dita Parlo, Pierre Fresnay, Erich von Stroheim | |
| 1928 | Regatul Unit                             | The Guns of Loos                                                                                               | Sinclair Hill                                    | Henry Victor, Madeleine Carroll, Bobby Howes | Film mut |
| 2008 |                                          | Haber | Daniel Ragussis                                  | Christian Berkel, Juliane Köhler, Mark Margolis, Wolf Kahler | Film de scurt metraj |
| 1992 | Regatul Unit                             | Hedd Wyn | Paul Turner                                      | Huw Garmon | Limba galeză |
| 1930 | Statele Unite ale Americii               | Hell's Angels                                                                                                  | Howard Hughes                                    | Ben Lyon, James Hall, Jean Harlow | |
| 1996 | Statele Unite ale Americii               | In Love and War                                                                                                | Richard Attenborough                             | Mackenzie Astin, Chris O'Donnell, Sandra Bullock, Margot Steinberg | Film bazat pe cartea Hemingway in Love and War de Henry S. Villard și James Nagel |
| 1985 | România                                  | Întunecare | Alexandru Tatos                                  | Ion Caramitru, Vlad Columbeanu, Dan Condurache, George Constantin, Tania Filip, Vladimir Găitan, Remus Mărgineanu, Ioana Pavelescu, Claudiu Stănescu, Florin Zamfirescu | Ecranizare a romanului omonim (din 1927 - 1928) de Cezar Petrescu |
| 1919 | Franța                                   | J'accuse | Abel Gance, asistent de regie: Blaise Cendrars   | Romuald Joubé, Séverin-Mars, Maryse Dauvray, Maxime Desjardins | Film mut; titlul filmului este împrumutat de la celebrul articol al lui Émile Zola. |
| 1971 | Statele Unite ale Americii               | Johnny Got His Gun                                                                                             | Dalton Trumbo                                    | Timothy Bottoms | |
| 2011 | Croația                                  | Josef | Stanislav Tomić                                  | Neven Aljinović Tot, Alen Liverić, Dražen Šivak, Sandra Lončarić | |
| 2005 | Franța                                   | Joyeux Noël | Christian Carion                                 | Diane Kruger, Benno Fürmann, Guillaume Canet, Gary Lewis, Daniel Brühl, Dany Boon | |
| 1964 | Regatul Unit                             | King & Country                                                                                                 | Joseph Losey                                     | Tom Courtenay, Dirk Bogarde | |
| 1927 | U.R.S.S.                                 | Ultimele zile ale Sankt-Petersburgului (Конец Санкт-Петербурга)                                                | Vsevolod Pudovkin                                | Ivan Ciuveliev, Alexandr Cistiakov, V. Obolenski, Serghei Komarov, Vera Baranovskaia, Vladimir Fogel | |
| 1962 | Regatul Unit                             | Lawrence al Arabiei (Lawrence of Arabia)                                                                       | David Lean                                       | Peter O'Toole, Omar Sharif, Anthony Quinn | Filmul este inspirat din viața lui Thomas Edward Lawrence, al cărui rol este interpretat de Peter O'Toole. |
| 1918 | Statele Unite ale Americii               | Lest we forget                                                                                                 | Léonce Perret                                    | Rita Jolivet, Rogers Lytton, Hamilton Revelle, Kate Blancke, Clifford Saum, Emil Roe, Henry Smith, Gaby Perrier | |
| 1987 | Australia                                | The Lighthorsemen                                                                                              | Simon Wincer                                     | Peter Phelps, Nick Waters. | trupele britanice în Palestina contra turcilor - Bătălia de la Beer Șeva (1917) |
| 1966 | Regatul Unit                             | The Blue Max                                                                                                   | John Guillermin                                  | George Peppard, James Mason | După un roman de Jack Hunter. Un tânăr pilot din forțele aeriene germane din 1918, care este respins de colegii aristrocrați ca fiind din clasa de jos, încearcă cu ambiție să câștige medalia oferită pentru 20 de avioane doborâte. |
| 1919 | Statele Unite ale Americii               | The Lost Battalion                                                                                             | Burton L. King                                   | Conrad Wells | |
| 2001 | Statele Unite ale Americii               | The Lost Battalion                                                                                             | Russell Mulcahy                                  | Rick Schroder, Phil McKee, Jamie Harris, Jay Rodan, Adam James, Daniel Caltagirone, Michael Goldstrom, André Vippolis, Rhys Miles Thomas, Arthur Kremer | |
| 1981 | România                                  | Lumina palidă a durerii                                                                                        | Iulian Mihu                                      | | |
| 1959 | Italia                                   | Marele război                                                                                                  | Mario Monicelli                                  | Vittorio Gassman, Alberto Sordi și Silvana Mangano | |
| 1931 | Statele Unite ale Americii               | Mata Hari (film din 1931)                                                                                      | George Fitzmaurice                               | Greta Garbo, Ramon Navarro, Lionel Barrymore | |
| 1964 | Franța Italia                            | Mata Hari, agent H 21                                                                                          | Jean-Louis Richard                               | Jeanne Moreau, Jean-Louis Trintignant, Hella Petri, Claude Rich, Franck Villard, Marie Dubois, Georges Riquier, Nicole Desailly | |
| 2007 | Regatul Unit                             | My Boy Jack | Brian Kirk                                       | Daniel Radcliffe, David Haig, Kim Cattrall, Carey Mulligan, Julian Wadham | Film bazat pe jocul My Boy Jack de David Haig. |
| 1969 | Regatul Unit                             | Oh! What a Lovely War                                                                                          | Richard Attenborough                             | Wendy Allnutt, Colin Farrell, Malcolm McFee, John Rae, Corin Redgrave, Maurice Roëves, Paul Shelley, Kim Smith, Angela Thorne, Mary Wimbush | Film satiric de comedie |
| 2017 | Statele Unite ale Americii               | The Ottoman Lieutenant                                                                                         | Joseph Ruben                                     | Michiel Huisman, Hera Hilmar, Josh Hartnett, Ben Kingsley | |
| 1915 | Franța                                   | Une page de gloire                                                                                             | Léonce Perret                                    | René Montis, Madame Vergny-Cholet, Armand Dutertre | film mut |
| 1964 | România                                  | Pădurea spânzuraților                                                                                          | Liviu Ciulei                                     | Victor Rebengiuc, Liviu Ciulei, Ștefan Ciubotărașu, Ana Széles, Gina Patrichi, György Kovács, Costache Antoniu, George Aurelian, Emil Botta, Constantin Brezeanu, Ion Caramitru, Toma Caragiu, Nicolae Tomazoglu | Ecranizare a romanului omonim al lui Liviu Rebreanu |
| 2008 | Canada                                   | Passchendaele                                                                                                  | Paul Gross                                       | Paul Gross | Bătălia de la Passchendaele |
| 1931 | Statele Unite ale Americii               | Podul Waterloo (film din 1931) (Waterloo Bridge (1931 film)                                                    | James Whale                                      | Mae Clarke, Douglass Montgomery, Doris Lloyd, Frederick Kerr, Enid Bennett, Bette Davis, Ethel Griffies | |
| 1940 | Statele Unite ale Americii               | Podul Waterloo (film din 1940) (Waterloo Bridge (1940 film))                                                   | Mervyn LeRoy                                     | Vivien Leigh, Robert Taylor, Lucile Watson, Virginia Field, Maria Ouspenskaya | Remake al filmului cu același titlu din 1931. |
| 1957 | Cehoslovacia                             | Poslušně hlásím                                                                                                | Karel Steklý                                     | Rudolf Hrušínský | Filmul continuă acțiunea filmului anterior, din 1956; ecranizare a romanului Osudy dobrého vojáka Švejka za světové války (1921–1923) (în română: Peripețiile bravului soldat Švejk în timpul Războiului Mondial) de Jaroslav Hašek   |
| 2019 | Letonia                                  | Pușcașul (Dvēseļu putenis)                                                                                     | Dzintars Dreibergs                               | Oto Brantevics | Bătăliile de Crăciun |
| 1996 | Statele Unite ale Americii Ungaria       | Rasputin (Rasputin: Dark Servant of Destiny)                                                                   | Uli Edel                                         | Alan Rickman, Ian McKellen, Greta Scacchi, David Warner, John Wood, James Frain, Ian Hogg, Sheila Ruskin, Peter Jeffrey, Freddie Findlay | Film de televiziune |
| 1997 | Regatul Unit Canada                      | Regeneration                                                                                                   | Gillies MacKinnon                                | Jonathan Pryce, James Wilby, Jonny Lee Miller, Stuart Bunce, Tanya Allen, James McAvoy | Filmul este o adaptare după romanul omonim de Pat Barker. |
| 1966 | Franța                                   | Le Roi de Cœur (King of Hearts)                                                                                | Philippe de Broca                                | Alan Bates, Geneviève Bujold, Pierre Brasseur, Jean-Claude Brialy, Françoise Christophe | Film de comedie |
| 1941 | Statele Unite ale Americii               | Sergeant York                                                                                                  | Howard Hawks                                     | Gary Cooper, Joan Leslie | Film biografic despre cel mai decorat soldat american din Primul Război Mondial, Alvin York |
| 2008 | Serbia                                   | Sfântul Gheoghe ucide balaurul (Свети Георгије убива аждаху / Sveti Georgije ubiva aždahu)                     | Srđan Dragojević                                 | Lazar Ristovski, Natasa Janjić, Milutin Milosević, Bora Todorović, Zoran Cvijanović, Milena Dravić | |
| 2018 | Statele Unite ale Americii               | Sgt. Stubby | Richard Lanni                                    | Helena Bonham Carter, Gérard Depardieu | Film de animație |
| 1918 | Statele Unite ale Americii               | Shoulder Arms                                                                                                  | Charles Chaplin                                  | Charles Chaplin, Edna Purviance, Sydney Chaplin, Jack Wilson | Film mut de comedie |
| 1999 | Regatul Unit Franța                      | Tranșeea (The Trench)                                                                                          | William Boyd                                     | Daniel Craig, Danny Dyer, Paul Nicholls, Julian Rhind-Tutt, James D'Arcy, Cillian Murphy, Ciaran McMenamin, Ben Wishaw | |
| 1979 | România                                  | Ultima noapte de dragoste                                                                                      | Sergiu Nicolaescu                                | Vladimir Găitan, Joanna Pacula, Sergiu Nicolaescu, Sebastian Papaiani | Bazat pe romanul Ultima noapte de dragoste, întâia noapte de război de Camil Petrescu |
| 2004 | Franța                                   | Un long dimanche de fiançailles (O lungă duminică de logodnă); A Very Long Engagement (O logodnă foarte lungă) | Jean-Pierre Jeunet                               | Audrey Tautou, Gaspard Ulliel, Clovis Cornillac, Marion Cotillard, Dominique Pinon, Jodie Foster | Film bazat pe cartea omonimă a lui Sébastien Japrisot |
| 1989 | Franța                                   | Viața și nimic altceva (La Vie et rien d'autre)                                                                | Bertrand Tavernier                               | Philippe Noiret, Sabine Azéma, Pascale Vignal, François Perrot, Maurice Barrier, Jean-Pol Dubois, Daniel Russo, Michel Duchaussoy, Arlette Gilbert, Louis Lyonnet, François Caron | |
| 1976 | Franța                                   | La Victoire en chantant                                                                                        | Jean-Jacques Annaud                              | Jean Carmet, Jacques Dufilho, Jacques Spiesser. Catherine Rouvel, Dora Doll, Maurice Barrier, Claude Legros, Jacques Monnet, Benjamin Memel, Peter Berling, Mahus Beugre Boignan, Jean-François N'Guessan, T. Kouao, Natou Koly, Baye Macoumba Diop, Dieter Schidor, Aboubakar Toine, Marc Zuber, Klaus Huebl, Helmut Fiker, Bertin Kouakou | Titlul este preluat din Cântecul de plecare (Chant du départ), care se aude în timpul genericului. |
| 1971 | Statele Unite ale Americii               | Von Richthofen and Brown                                                                                       | Roger Corman                                     | John Phillip Law, Don Stroud | Acțiunea filmului va fi reluată, în 2008, în filmul german Baronul roșu. |
| 1916 | Statele Unite ale Americii               | War Brides | Herbert Brenon                                   | Alla Nazimova | Film mut |
| 1930 | Germania (Republica de la Weimar)        | Westfront 1918 (Vier von der Infanterie)                                                                       | Georg Wilhelm Pabst                              | Fritz Kampers, Gustav Diessl, Hans-Joachim Moebis, Claus Clausen | |
| 1927 | Statele Unite ale Americii               | Wings | William A. Wellman                               | Clara Bow, Charles "Buddy" Rogers, Richard Arlen | Film mut |

## Filme documentare
| An   | Țara                       | Titlu                                             | Regizor                        | Note / Ref                                                                             |
| ---- | -------------------------- | ------------------------------------------------- | ------------------------------ | -------------------------------------------------------------------------------------- |
| 1916 | Regatul Unit               | The Battle of the Somme                           | Geoffrey Malins, John McDowell | Despre Armata Britanică angajată în Bătălia de pe Somme (1916)                         |
| 2005 | Turcia                     | Gallipoli (Gelibolu)                              | Tolga Örnek                    | Film documentar despre Campania de la Gallipoli, Turcia, din aprilie - decembrie 1915. |
|      |                            | The Great War and the Shaping of the 20th Century |                                | Series TV                                                                              |
|      | Statele Unite ale Americii | The Guns of August                                |                                | Barbara Tuchman                                                                        |